# Lijst van Stolpersteine in Halderberge

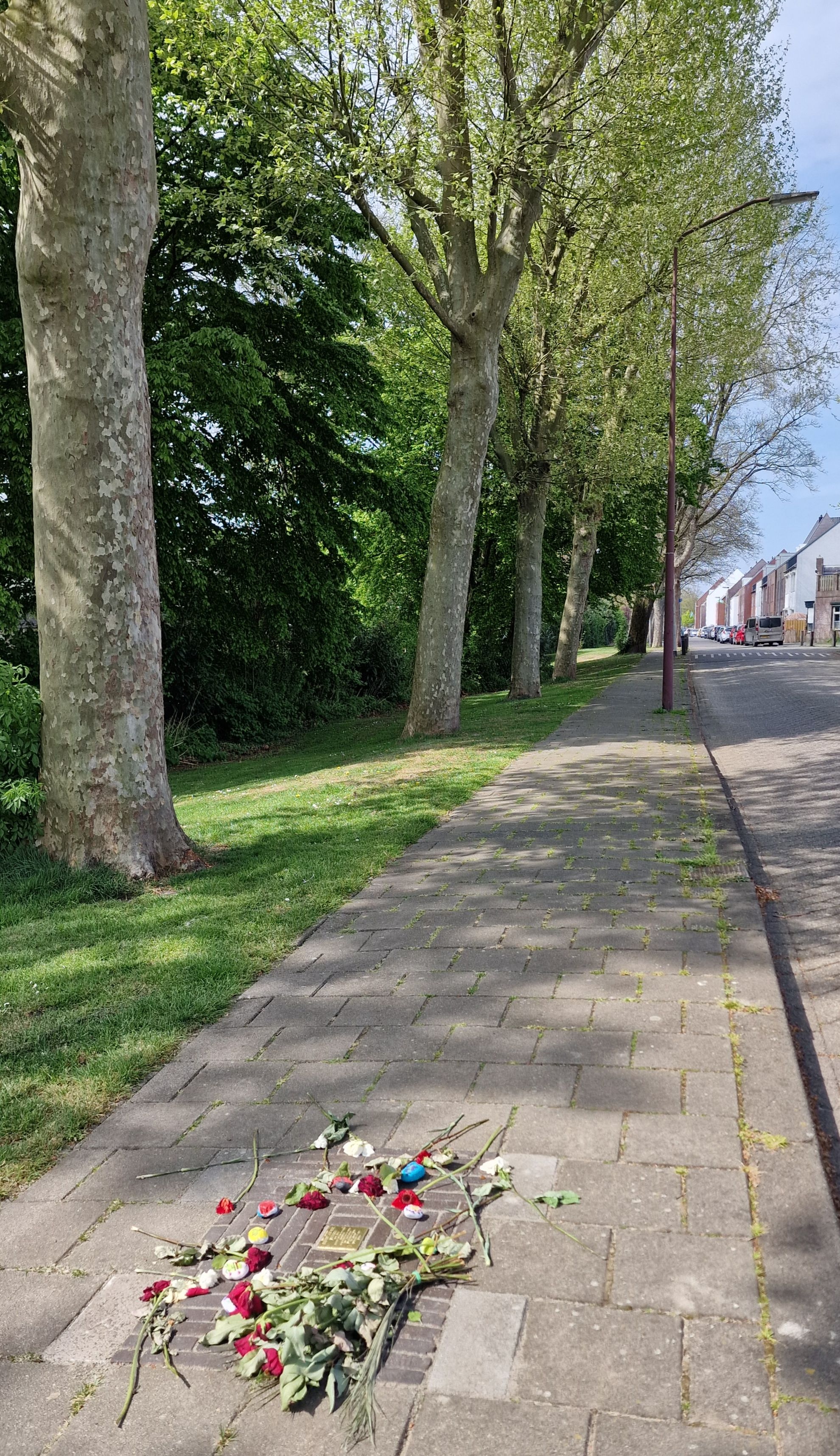
Stolperstein in Oudenbosch voor Johannes Marinus van Toren

De lijst van Stolpersteine in Halderberge geeft een overzicht van de gedenkstenen die in de gemeente Halderberge in de Nederlandse provincie Noord-Brabant zijn geplaatst in het kader van het Stolpersteine-project van de Duitse beeldhouwer-kunstenaar Gunter Demnig.
Stolpersteine zijn opgedragen aan slachtoffers van het nationaalsocialisme, al diegenen die zijn vervolgd, gedeporteerd, vermoord, gedwongen te emigreren of tot zelfmoord gedreven door het nazi-regime. Demnig legt voor elk slachtoffer een aparte steen, meestal voor de laatste zelfgekozen woning.
Omdat het Stolpersteine-project doorloopt, kan deze lijst onvolledig zijn.

## Stolpersteine
In gemeente Halderberge liggen zeven Stolpersteine: een in Hoeven, vijf in Oudenbosch en een in Stampersgat.

### Hoeven
In Hoeven ligt een Stolperstein.
| Afbeelding | Inscriptie | Adres                         | Herdachte persoon                         |
| ---------- | --- | ----------------------------- | ----------------------------------------- |
|            | HIER WOONDE ALFRED JOSEPH MARIE VERHAEGEN GEB. 1907 VERZETSSTRIJDER GEARRESTEERD 14-7-1944 HOEVEN GEFUSILLEERD 5-9-1944 VUGHT | St. Jansstraat 40 Kaart (OSM) | Alfred Joseph Marie Verhaegen (1907-1944) |

### Oudenbosch
In Oudenbosch liggen vijf Stolpersteine op vijf adressen.
| Afbeelding | Inscriptie | Adres                        | Herdachte persoon                            |
| ---------- | --- | ---------------------------- | -------------------------------------------- |
|            | HIER WOONDE ANTONIUS JOHANNES VAN AART GEB. 1905 GEARRESTEERD 13-3-1944 OUDENBOSCH GEDEPORTEERD 18-4-1944 UIT AMERSFOORT OVERLEDEN 24-8-1944 BUCHENWALD                          | West-Vaardeke 37 Kaart (OSM) | Antonius Johannes van Aart (1905-1944)       |
|            | HIER WOONDE LOUIS ONRUST GEB. 1922 GEARRESTEERD 1943 OUDENBOSCH GEDEPORTEERD 18-4-1944 UIT AMERSFOORT VERMOORD 9-4-1945 KAHLA                                                    | Bosschendijk 25 Kaart (OSM)  | Louis Onrust (1922-1945)                     |
|            | HIER WOONDE JOHANNES MARINUS VAN TOREN GEB. 1923 GEARRESTEERD 29-5-1944 DORDRECHT GEDEPORTEERD 12-6-1944 UIT AMERSFOORT WANGEROOGE BEVRIJD 'MS JOANNA' OVERLEDEN 9-5-1945 BIERUM | West-Vaardeke 49 Kaart (OSM) | Johannes Marinus van Toren (1923-1945)       |
|            | HIER WOONDE EGIDIUS ADRIANUS ANTONIUS TRAATS GEB. 1913 GEARRESTEERD 11-3-1944 OUDENBOSCH GEDEPORTEERD 18-4-1944 UIT AMERSFOORT VERMOORD 30-6-1944 BUCHENWALD                     | West-Vaardeke 1 Kaart (OSM)  | Egidius Adrianus Antonius Traats (1913-1944) |
|            | HIER WOONDE WILHELMUS VERSCHUREN GEB. 1922 DWANGARBEID 28-1-1943 BRESKENS VERMOORD 8-5-1944 DORTMUND                                                                             | Molenstraat 101 Kaart (OSM)  | Wilhelmus Verschuren (1922-1944)             |

### Stampersgat
In Stampersgat ligt een Stolperstein.
| Afbeelding | Inscriptie | Adres                           | Herdachte persoon                               |
| ---------- | --- | ------------------------------- | ----------------------------------------------- |
|            | HIER WOONDE JOHANNES FRANCISCUS VAN MERRIENBOER GEB. 1922 VERZETSSTRIJDER GEARRESTEERD 1944 STAMPERSGAT GEFUSILLEERD 4-11-1944 ROTTERDAM | Gastelsedijk West 4 Kaart (OSM) | Johannes Franciscus van Merrienboer (1922-1944) |

## Data van plaatsingen
- 14 en 16 april 2025: Hoeven, een Stolperstein op St. Jansstraat 40; Oudenbosch, vijf Stolpersteine op West-Vaardeke 1 en 37 en 49, Molenstraat 101, Bosschendijk 25; Stampersgat, een Stolperstein op Gastelsedijk West 4